# いたち野郎
『いたち野郎』 (Weasels Ripped My Flesh) は、1970年にリリースされたフランク・ザッパ&ザ・マザーズ・オブ・インヴェンションのアルバムである。前作の『バーント・ウィーニー・サンドウィッチ』と同様に、バンドの解散後にリリースされた未発表音源の編集作品である。

## 内容
『バーント・ウィーニー・サンドウィッチ』が緻密でよく練られたスタジオ録音が主体であったのに対し、本アルバムはライブ録音が主体で、アヴァンギャルドなフリー・ジャズの殺気立ち混沌とした即興演奏が繰り広げられる。悪名高きタイトル曲では、バンドのメンバー全員が可能な限りのノイズとフィードバックを約2分間にわたって掻き鳴らし続け、終り際には観客の一人がもっと続けるようにと叫んでいる。「心から」ではドン・"シュガーケイン"・ハリスのブルース・ヴァイオリンとヴォーカル・パフォーマンスが聴ける。
『バーント・ウィーニー・サンドウィッチ』と『いたち野郎』は、"2 Originals of the Mothers of Invention" という題の2枚組LPとして同時に再発された。このアルバムでは、内側の左右見開きでピストルが歯ブラシに向かって歯磨き粉を撃ち出しているイラストをあしらった独自のジャケットを使用している。

## アルバム・カヴァー
フランク・ザッパは男性向けパルプ・マガジン (Men's adventure) である "Man's Life" 誌の1956年9月号の表紙絵になった特集記事に基づいた破壊的なイメージを作り出すために、イラストレーターのネオン・パークを招致した。パークにその雑誌を見せた後、ザッパは尋ねた。「これを見てくれ。これよりひどい絵なんて描けるもんかね？」。パークは、"Weasels Ripped My Flesh" （アルバムの原題、「いたち野郎が俺の肉を引き裂くぜ」）に依拠しながらシック社の電気カミソリの広告のパロディを制作することでその問いに答えた。
このアルバムのドイツ盤は、金属製の赤ん坊がネズミ捕り器にかかっているところを描いたジャケットを用いているが、これはザッパの承認を経たものではなかった。

## 収録曲
特記のないかぎり、作詞・作曲はいずれもフランク・ザッパによる。
Side 1
1. ディジャ・ゲット・エニイ・オンヤ - Didja Get Any Onya? - 6:51
  - CDでの再発盤以降、"Charles Ives" のドラム・パートを含む
2. 心から - Directly from My Heart to You (Richard Wayne Penniman) - 5:16
3. セクシュアリィ・ガスマスク序曲 - Prelude to the Afternoon of a Sexually Aroused Gas Mask - 3:47
4. 森のひきがえる - Toads of the Short Forest - 4:47
5. いただき！ - Get a Little - 2:31

Side 2
1. エリック・ドルフィー・メモリアル・バーベキュー - Eric Dolphy Memorial Barbecue - 6:52
2. ドゥウォーフ・ネビュラ・ミュージック - Dwarf Nebula Processional March & Dwarf Nebula - 2:12
3. ギターでおふくろを殺してやりてえ - My Guitar Wants to Kill Your Mama - 3:32
  - '69年のシングル・リリースとは別録音
4. オウ・ノー - Oh No - 1:45
  - 一説にはジョン・レノンへの言及とされる
5. オレンジ・カウンティ・ランバー・トラック - The Orange County Lumber Truck - 3:21
6. いたち野郎 - Weasels Ripped My Flesh - 2:08

## 参加メンバー
- フランク・ザッパ - リードギター、ヴォーカル
- ジミー・カール・ブラック - ドラム
- レイ・コリンズ - ヴォーカル
- ロイ・エストラーダ - ベース、ヴォーカル
- バンク・ガードナー - テナー・サックス
- ローウェル・ジョージ - リズムギター、ヴォーカル
- ドン・"シュガーケイン"・ハリス - ヴォーカル、エレクトリック・ヴァイオリン
- ドン・プレストン - オルガン、RMIエレクトラピアノ、エレクトロニック・エフェクト
- バズ・ガードナー - トランペット、フリューゲルホルン
- モーターヘッド・シャーウッド - バリトン・サックス、snorks
- アート・トリップ - ドラム
- イアン・アンダーウッド - アルト・サックス

### 製作
- プロデューサー - フランク・ザッパ
- アート・ディレクター - ジョン・ウィリアムズ
- カヴァー・アート - ネオン・パーク
- 写真 - ジョン・ウィリアムズ
- デジタル・アート - ボブ・ストーン

## チャート
アルバム
- 1970年 - ビルボード・ポップ・アルバム…189位